# Катовиці (футбольний клуб)
1. ФК Катовиці (нім. Erster Fußball-Club Kattowitz 1905 e.V.) — польський футбольний клуб з Катовиць, що існував у 1905—1945 роках як команда етнічних німців. З 2007 року відновлений за правонаступництвом ліквідованого у 1945 році клубу.

## Історія

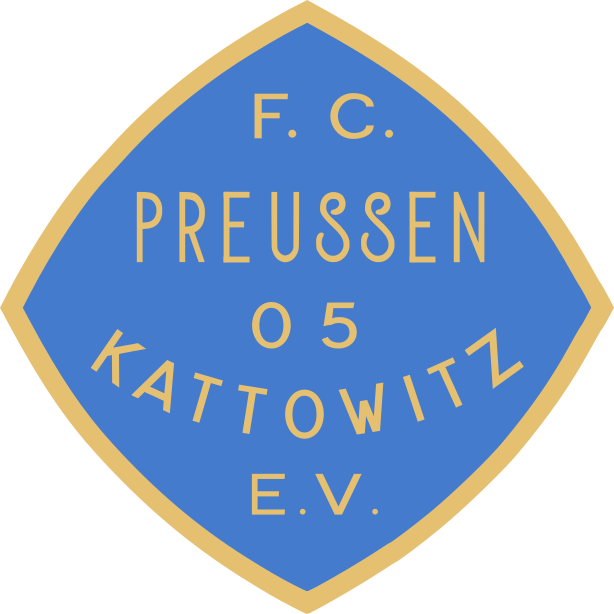
Логотип Preussen Kattowitz

5 лютого 1905 року брати Еміль та Рудольф Фонфари заснували клуб під назвою «FC Preußen 05 Kattowitz» (Преуссен Катовиці). У 1906 році ФК «Преуссен» ста одним із засновників Футбольної асоціації Катовиці (Kattowitzer Ballspiel-Verband), яка в тому ж році стала членом Південно-Східної німецької футбольної асоціації (Südostdeutscher Fußball-Verband) і в свою чергу Німецького футбольного союзу. У 1907–1922 роках клуб «Преуссен 05» був п'ятиразовим чемпіоном Верхньої Сілезії (Верхньосілезька ліга): 1907, 1908, 1909 та 1913 роки, а також у сезоні 1922 року У 1922 році, після плебісциту у Верхній Сілезії та Сілезького повстання, команда припинила виступи у німецькій лізі. Після тиску польських адміністративних органів відбулася зміна назви спочатку на «Перший футбольний клуб» (I Klub Piłkarski), однак пізніше, після виграшу судової справи, на «Erster Fussball-Club Kattowitz» і впродовж наступних 17 років клуб виступав як у польських змаганнях (до 1939 року, коли Сілезьке воєводство разом з адміністративним центром Катовицями було окуповане Третім Рейхом). «1. ФК Каттовіце» був міською командою, яку підтримували дрібні місцеві підприємці, які визнали себе німецькою меншиною у Польщі. У команді грали сілезці, частина з яких практично не розмовляла польською мовою.

### 1920-ті роки
У 1920-х роках «1. ФК Катовиці» був клубом, що представляв німецьку меншину в Польщі, і водночас був однією з найсильніших команд Сілезії та Польщі і однією з сильніших команд Німеччини. У німецьких змаганнях спочатку змагалися за першість округу (Верхня Сілезія), потім у чемпіонаті Південно-Східної Німеччини (Südost-Deutschland). Вже як чемпіон Південно-Східної Німеччини грав у кубкових змаганнях (16 команд) плей-оф чемпіонату країни. У сезоні 1922 року «1. ФК Катовиці» фінішував третім у чемпіонаті Південно-Східної Німеччині. У 1922 році, після тиску з боку польських адміністративних органів, назва змінилася, спочатку на «Перший футбольний клуб» (I Klub Piłkarski), але пізніше, після виграшу судової справи, на «Erster Fussball-Club Kattowitz». У 1927 році клуб виступив одним зі засновників Польської ліги. Перший матч чеспіонату Польщі команда зіграла у Катовицях, однак у якості гостей, вигравши з рахунком 7:0 в команди «Рух» з Хожув. У своєму першому виступі в першій польській лізі в 1927 році команда стала віце-чемпіоном Польщі. У вирішальному та суперечливому матчі «1. ФК Катовиці» програли «Віслі» з Кракова з рахунком 0:2. Ряд гравців команди, у тому числі Еміль Герліц та Кароль Коссок виступали за збірну Польщу. У наступному сезоні 1928 року команда посіла 5-е місце в лізі (була лідером весняного раунду).

### 1930-ті роки
Наприкінці 1920-х — початку 1930-х років успішність команди падала, а наслідком цього було пониження до Сілезької регіональної ліги в 1929 році (тоді називалася Класа А, а з 1931 року — Сілезька ліга). У 1932 році «1. ФК Катовиці» зайняв перше місце в чемпіонаті, що було рівнозначно вибороти титул чемпіона (польська ліга) Верхньої Сілезії. У плей-оф за гру у Прем'єр-лізі команда зіграла подвійний матч з переможцем регіональної ліги Кельце — клубом «Варта Заверце» (обидва матчі перемогла — 5:2 та 6:2) та подвійний матч з переможцем Краківської регіональної ліги — клубом «Подгуже Краків» (обидва матчі програла — 1:2 і 1:3). У 1934 році клуб був оштрафований за «провокаційну, антипольську позицію».Того ж року «1. ФК Катовиці» продав свого вихованця Ернеста Вілімовського «Руху Хожув» за 1 000 злотих (що дорівнює 10 зарплатам листоноші). У 1934–1945 роках за команду грав гравець збірної Німеччини Ріхард Геррманн. Клуб призупинив виступи у червні 1939 року, у зв'язку з посиленням пронацистських настроїв у регіоні.

### У роки Другої світової війни
Клуб відновлений німецькою владою в роки Другої світової війни, яка мала намір зробити його німецькою вітриною футбольної Сілезії та залучила до команди ряд гравців, таких як Евальд Дитко, Ервін Ниц та Ернест Вілімовський. Однак клуб не досяг значних успіхів у змаганнях Гауліги. У сезоні 1941 року клуб посів 4 місце, у сезоні 1942 року — 7 місце, у сезоні 1943 року — 8 місце, а в сезоні 1944 року знову посіла 7 місце. Ряд гравців покинули команду, Ервін Ниц та Евальд Дитко були мобілізовані до Вермахту. В останньому незавершеному сезоні 1945 року «1. ФК Катовиці» посідала перше місце у турнірній таблиці. Клуб припинив своє існування того ж року у зв'язку з окупацією Німеччини Червоною армією.

### Повоєнний період
Після Другої світової війни мешканці Катовиць німецького походження втекли або були вислані до Німеччини. Більшість з них поїхали до містечка Зальцгіттер. Саме там у 1965 році колишній президент клубу Георг Йошке створив «Traditionsgemeinschaft 1. FC Kattowitz» — спільноту, яка об'єднувала колишніх гравців, функціонерів та прихильників клубу. У Зальцгіттері функціонував «Меморіальний зал клубу 1. ФК Катовиці» (Heimatstube des 1. FC Kattowitz).
У 1980 році в Зальцгіттері урочисто відзначено 75-ту річницю створення клубу. Саме тоді цінні юридичні та історичні документи були передані в Зальцгіттер, в тому числі Документ про 25-річну річницю клубу, Перший літопис Клубу та клубний альбом, який містив сотні фотографій та документів. Спочатку альбом клубу вважався втраченим, але він був схований після війни в Катовицях, а потім Еміль Герліц переправив його до Східної Німеччини, після чого доправлений до Зальцгіттера. Спільнота існувала до 1990 року.

### Відновлення
У грудні 2006 року відбулися перші установчі збори для відновлення роботи клубу. «1. ФК Катовиці» був зареєстрований 13 квітня 2007 року та повідомив про це регіональну футбольну асоціацію. Сілезька футбольна асоціація (ŚLZPN) взяла клуб під свою опіку у травні 2007 року.
У сезоні 2007/2008 чоловіча команда була допущена до змагань у рамках кляси В. Клуб також сформував жіночу команду, яка наразі виступає в Екстралізі, і юніорську команду, яка грає в регіональній юніорській лізі. Також планується відкриття дитячої футбольної школи. У сезоні 2007/2008 чоловіча команда «1. ФК Катавіце» посіла перше місце у клясі В і перейшла до кляси А в сезоні 2008/2009.
Жіноча команда виграла чемпіонат Польщі з футзалу 4 грудня 2010 року.

## Досягнення
- Чемпіонат Польщі
  - Срібний призер (1): 1927
- Чемпіонат Верхньої Сілезії
  - Чемпіон (6): 1907, 1908, 1909, 1913, 1922, 1945
- Чемпіонат Верхньої Сілезії (польська група)
  - Чемпіон (1): 1932
- Чемпіонат Південно-Східної Німеччини
  - Бронзовий призер (1): 1922

## Сезони
| Легенда | Легенда            |
| Колір   | Позначення         |
| ------- | ------------------ |
|         | I рівень           |
|         | II рівень          |
|         | III рівень         |
|         | Позаліговий рівень |
|         |                    |
|         | Чемпіонство        |
|         | Віцечемпіонство    |
|         | III місце          |
|         |                    |
|         | Підвищення         |
|         | Пониження          |

| Сезон               | Місце в турнірі | Місце в турнірі |
| Сезон               | Сезон           | Позиція         |
| ------------------- | --------------- | --------------- |
| 1923                | Кляса В         | ?               |
| 1924/1925           | Кляса А         | 4               |
| 1926                | Кляса А         | 2               |
| 1927                | Польська ліга   | 2               |
| 1928                | Польська ліга   | 5               |
| 1929                | Польська ліга   | 12              |
| 1930                | Кляса А         | 5               |
| 1931                | Сілезька ліга   | 4               |
| 1932                | Сілезька ліга   | 1               |
| 1933                | Сілезька ліга   | 2               |
| 1934                | Сілезька ліга   | 3               |
| 1935                | Сілезька ліга   | 9               |
| 1936                | Кляса А         | 7               |
| 1936/1937           | Кляса А         | 9               |
| 1937/1938           | Кляса А         | ?               |
| Команда не існувала |                 |                 |
| 2007/2008           | Кляса Б         | 1               |
| 2008/2009           | Кляса А         | 10              |
| 2009/2010           | Кляса А         | 9               |
| 2010/2011           | Кляса А         | 12              |
| 2011/2012           | Кляса А         | 12              |
| 2012/2013           | Кляса В         | 3               |
| 2013/2014           | Кляса А         | 5               |
| 2014/2015           | Кляса А         | 9               |
| 2015/2016           | Кляса А         | 9               |
| 2016/2017           | Кляса А         | 8               |
| 2017/2018           | Кляса А         | 13              |
| 2018/2019           | Кляса Б         | 8               |
| 2019/2020           | Кляса А         |                 |